# بليث أوفارث
بليث أوفارث (بالإنجليزية: Blythe Chestin Auffarth)‏ مواليد 23 أبريل 1985 في نيويورك، هي ممثلة أمريكية بدأت مسيرتها الفنية عام 1999.

## وصلات خارجية
- بليث أوفارث على موقع IMDb (الإنجليزية)
- بليث أوفارث على موقع ألو سيني (الفرنسية)
- بليث أوفارث على موقع أول موفي (الإنجليزية)
- بليث أوفارث على موقع ديسكوغز (الإنجليزية)
- بليث أوفارث على موقع قاعدة بيانات الفيلم (الإنجليزية)
- بليث أوفارث على موقع كينوبويسك (الروسية)